# Royal Institute of International Affairs
El Royal Institute of International Affairs, també conegut com a Chatham House, és una organització no governamental sense ànim de lucre fundada el 1920 amb seu a Londres, la missió de la qual és analitzar i promoure la comprensió dels principals assumptes internacionals i assumptes d'actualitat. De fet és l'equivalent anglès del Council on Foreign Relations estatunidenc.
Chatham House és considerat com una de les organitzacions més importants del món en aquest àmbit i és el creador de la Regla Chatham House. Pren el nom del seu local, un monument classificat del segle xviii a St. James Square dissenyat en part per Henry Flitcroft i ocupat per tres primers ministres britànics, entre ells William Pitt, primer Comte de Chatham.

## Història
En 1919 els delegats britànics i nord-americans a la Conferència de Pau de París, sota la direcció de Lionel Curtis, van concebre la idea d'un Institut Anglo-Estatunidenc d'Afers exteriors per estudiar els problemes internacionals amb la finalitat de prevenir guerres futures. Així va ser fundat a Londres el British Institute of International Affairs al juliol de 1920 i va rebre la seva carta reial en 1926 per convertir-se en Royal Institute of International Affairs. Els delegats americans van desenvolupar el Council on Foreign Relations a Nova York com una institució germana. Ambdues estan ara entre els principals think tanks d'assumptes internacionals del món. El primer president fou Robert Cecil i Lionel Curtis el primer secretari.

## Present
En el Global Go To Think Tanks Report de 2012 publicat per la Universitat de Pennsilvània, Chatham House està classificat com el segon think tank més influent del món després de la Brookings Institution, i el think tank més influent no estatunidenc del món. En 2009, Chatham House també fou considerat el think tank no estatunidenc més important per la revista Foreign Policy.

## Recerca i publicacions
La recerca de Chatham House s'estructura en quatre àmbits: Energia, Medi ambient i Recursos, Economia Internacional, Seguretat Internacional i Estudis d'àrea i dret internacional, que comprèn programes regionals a Àfrica, Amèrica, Àsia, Europa, Orient Mitjà i Àfrica del Nord, i Rússia i Euràsia, al costat del programa de Dret Internacional. El departament de seguretat internacional també inclou el Centre per a la Seguretat de la Salut Global.
Chatham House edita la publicació acadèmica International Affairs, així com la revista bimensual The World Today.

## Premi Chatham House
El Premi Chatham House és un premi anual atorgat a l'"estadista que segons els membres de Chatham House ha fet la contribució més significativa a la millora de les relacions internacionals l'any anterior".

### Llista de guanyadors
- 2005 	President Viktor Yushchenko (Ucraïna)
- 2006 	President Joaquim Chissano (Moçambic)
- 2007 	Mozah bint Nasser al-Missned (Qatar)
- 2008 	President John Kufuor (Ghana)
- 2009 	President Lula da Silva (Brasil)
- 2010 	President Abdullah Gül Turquia)
- 2011 	Líder de l'oposició birmanesa Aung San Suu Kyi (Myanmar)
- 2012 	President Moncef Marzouki i Rachid Ghanuchi (Tunísia)
- 2013 	Secretària d'Estat Hillary Rodham Clinton (Estats Units)